# Єршовка (Притобольний район)
Єршо́вка (рос. Ершовка) — присілок у складі Притобольного району Курганської області, Росія. Входить до складу Гладковської сільської ради.
Населення — 157 осіб (2010, 245 у 2002).
Національний склад станом на 2002 рік:
- росіяни — 98 %